# Herb gminy Płużnica
Herb gminy Płużnica – jeden z symboli gminy Płużnica, ustanowiony 5 czerwca 1991.

Pierwsza wersja herbu

## Historia
Pierwsza wersja herbu została ustanowiona 5 czerwca 1991. Została ona wybrana z kilkunastu propozycji przygotowanych przez Dorotę Horodecką z Nowej Wsi Królewskiej i Waldemara Okońskiego z Orłowa. W 2004 został wysłany wniosek do Komisji Heraldycznej z prośbą o zweryfikowanie poprawności heraldycznej herbu. Po otrzymaniu odpowiedzi i wprowadzeniu kilku poprawek nowa wersja herbu została przyjęta przez radnych 30 czerwca 2009. 

## Wygląd i symbolika
Herb przedstawia na tarczy koloru zielonego z czarną obwódką złoty korpus płużny z wystającą częścią grządzieli.  Swoim wyglądem nawiązuje do pochodzenia nazwy gminy, jak również do rolniczych tradycji gminy. 